# Annette Piechutta
Annette Piechutta (* 1952 in Petersberg bei Fulda) ist eine deutsche Autorin und Ghostwriterin.

## Leben
Piechutta lebte in Frankfurt, Hamburg und München und war in der Werbung tätig, bevor sie sich als Ghostwriterin selbstständig machte. Ihre ersten Erfahrungen als Ghostwriterin sammelte sie mit dem Schreiben wirtschaftspolitischer Reden. Darüber hinaus organisierte sie Kongresse, verfasste Presseartikel und betreute das Marketing für die Produkte der Agenturkunden. Piechutta schrieb Essays und Kurzgeschichten, nahm an Literaturwettbewerben teil und suchte Kontakt zu anderen Autoren.
Annette Piechutta hat bisher (2018) 57 Bücher geschrieben (Erfahrungsberichte, Romane und Sachbücher). Auf den meisten Covern ist ihr Name nicht zu finden. Ein weiterer Schwerpunkt ist der Tatsachen- und autobiografische Roman.

## Werke (Auswahl)
- Mein wundervolles Spastik-Buch, AAVAA Verlag, ISBN 978-3845919607
- Denn sie wissen nicht, was sie tun. Mein Leben als "nasse" Alkoholikerin: neun Jahre, vier Monate und zwölf Tage, AAVAA Verlag, ISBN 978-3-8459-1339-1
- Ich bin verrückt, aber keine Verrückte. Die Geschichte einer Manisch-Depressiven, Edition Lithaus, ISBN 978-3-939305-76-7
- Glückselig-Leid. Roman, Schardt Verlag, ISBN 978-3-89841-557-6
- Ein Vierteljahrhundert Liederweib. Das Leben einer Gauklerin, Stämpfli Verlag, Bern, ISBN 978-3-7272-1206-2
- Jenseits der Gefühle, Schardt Verlag, ISBN 978-3-89841-505-7
- für Alida Hisku: Die Hofnärrin des Diktators, Parzellers Buchverlag, ISBN 978-3-7900-0414-4
- Geschafft, mein Sieg über die Tablettensucht, Kreuz Verlag, ISBN 978-3-7831-3230-4
- Der Tiger im Nacken. Mein Leben mit Angst und Panik, Kreuz Verlag, ISBN 978-3-7831-3166-6
- malesh, malesh – Zwischen zwei Kulturen, das Wagnis einer bi-kulturellen Ehe in Ägypten, Religion und Kultur Verlag, ISBN 978-3-933891-20-4
- Der Tiger zwischen den Seidenhemden, Schardt Verlag, ISBN 3-89841-266-0
- Endlich nicht mehr blond. Eine schräge Beziehung in den 90ern, Schardt Verlag, ISBN 978-3-89841-281-0